# Ectenessa nitida
Ectenessa nitida là một loài bọ cánh cứng trong họ Cerambycidae.